# دانشگاه اویرو
دانشگاه اویرو (به پرتغالی: Universidade de Aveiro) یک دانشگاه در پرتغال است که در آویرو واقع شده‌است.